# Seznam španskih novinarjev
Seznam španskih novinarjev.

## B
- Arturo Barea (1897-1957)

## C
- Ramón Chao (1935-2018)

## D
- Agustín Díaz Pacheco (1953-)
- Enrique de Diego (1956-)

## F
- Irene Falcón (1907-1999)
- Antonio Fontán Pérez (1923-2010)

## G
- Iñaki Gabilondo (1942-)
- José María Moreno Galván (1923-1981)

## I
- Vicente Blasco Ibáñez (1867-1928)
- Antonio Iturbe (1967)

## L
- Mariano José de Larra (1809–1837)

## M
- Ramiro de Maeztu (1875-1936)
- Joan Maragall (1860-1911)

## N
- Julia Navarro (1953-)

## O
- Eugenio d'Ors (1881–1954)

## P
- Arturo Pérez-Reverte (1951-)
- Carles Puigdemont (1962-)

## R
- Llucia Ramis (1977-)
- Salvador Rueda (1857–1933)
- José Martínez Ruiz (1873–1967)

## S
- Ramón J. Sender (1901–1982)

## T
- Torcuato Luca de Tena (1923–1999)

## V
- Francesc Puigpelat i Valls (1959-)